# Ткаченко Володимир Валентинович
Володи́мир Валенти́нович Ткаче́нко (нар. 28 червня 1965, Черкаси, УРСР) — радянський та український плавець, срібний призер Олімпійських ігор 1988 року.

## Виступи на Олімпійських іграх
| Олімпіада | Дисципліна             | Місце |
| --------- | ---------------------- | ----- |
| Сеул 1988 | 50 м вільним стилем    | 6     |
| Сеул 1988 | 4x100 м вільним стилем | 2     |

## Особисті рекорди
- 50 м вільним стилем — 22.64 (1989)
- 100 м вільним стилем — 49.52 (1988)